# الغواصة الألمانية يو-462
غواصة يو-462 غواصة يو بوت ألمانية صممت لإعادة تزويد غواصات يو الأخرى بالإمدادات والذخيرة (تلقب هذه الفئة Milchkuh أو حليب البقر) من الفئة الرابعة عشر بنيت لسلاح بحرية ألمانيا النازية كريغسمارينه، في أحواض دويتشه فيرك في كيل خلال الحرب العالمية الثانية. وضعت عارضة لها في 2 يناير 1941، تم إطلاقها في 29 نوفمبر 1941 وتم تشغيلها في 5 مارس 1942.